# Guerra de la independència de Texas
{{left|
La Guerra de la independència de Texas, també coneguda com a Revolució Texana fou el conflicte que enfrontà el govern de Mèxic i els colons texans entre el 2 d'octubre de 1835 i el 21 d'abril de 1836.
Els problemes entre el govern mexicà i els habitants del que aleshores era la província Coahuila i Texas començaren amb la promulgació de la constitució centralista de 1835, coneguda com les Set Lleis. Aquesta nova legislació, promulgada pel president mexicà Antonio López de Santa Anna, deixava sense efecte l'antiga constitució federal de 1824. Poc temps després, sorgiren pronunciaments a diverses regions del país. La guerra va començar al territori texà el 2 d'octubre de 1835 amb la batalla de Gonzales. Ràpidament les forces texanes van prendre les ciutats de La Bahia (actual Goliad) i San Antonio Béjar (actual San Antonio), tot i que serien derrotades pocs mesos després
Després d'algunes victòries mexicanes, la guerra va acabar de forma inesperada amb la batalla de San Jacinto, a uns tres cents quilòmetres de San Antonio. En aquest indret, el general Samuel Houston va liderar els rebels texans i voluntaris estatunidencs en la victòria sobre una part de les tropes mexicanes, sota el comandament directe de Santa Ana, que a més fou capturat. Després de la fi de la guerra, es formalitzaria la independència de la República de Texas. Posteriorment, el 1845, els Estats Units van annexionar aquest territori, i les disputes entre els dos països conduïren en última instància a la intervenció nord-americana a Mèxic, entre 1846 i 1848.

## Antecedents
El pànic de 1819 va sumir els Estats Units en una greu depressió econòmica. Un home de negocis anomenat Moses Austin va perdre el seu lideratge als negocis de manufactura durant aquesta època. Després d'un viatge a Texas, va dissenyar un projecte per atreure colons nord-americans a la regió, fet que ajudaria Espanya (que encara controlava la regió) a desenvolupar el territori, ajudant-la a millorar considerablement la seva posició en les possibles disputes territorials sobre la zona. El 1820 va sol·licitar una concessió espanyola per assentar tres cents famílies anglosaxones al territori texà. El seu fill, Stephen Fuller Austin, el va ajudar a aconseguir gent disposada a embarcar-se en l'aventura. A final de 1820, Moses Austin va rebre la concessió del Virregnat de Nova Espanya, però va morir el juny de l'any següent. Stephen F. Austin va heretar la concessió atorgada al seu pare i va iniciar formalment la colonització. A causa de la crisi econòmica nord-americana, no va tenir cap problema a trobar les tres cents famílies estipulades en el conveni.

### La independència de Mèxic
Els plans d'Austin per a la colonització van ser dissenyats d'acord amb les lleis vigents a Mèxic en aquell temps. La declaració de la independència mexicana per part del capellà Miguel Hidalgo y Costilla, el 1810, va donar inici a onze anys de guerra. Semblava que el triomf final seria per al bàndol espanyol, fins que el 1821 alguns generals criolls, entre ells, Agustín de Iturbide, van segellar una aliança amb els insurgents mexicans, fet que va determinar la fi de la Guerra d'Independència de Mèxic, amb la victòria dels independentistes. El territori de Texas quedà emmarcat en la província de Coahuila i Texas, amb capital a Saltillo, molts kilòmetres al sud de l'antiga capital texana San Antonio Béjar.
Al desembre de 1821, els colons d'Austin van arribar per terra i mar a San Felipe. Per desgràcia d'Austin, el nou govern mexicà no va reconèixer l'acord signat amb els espanyols. Austin va viatjar a Ciutat de Mèxic per negociar amb la nova administració, i, després d'una tasca de tres anys, la concessió espanyola va ser acceptada gradualment pel poder mexicà. Al llarg d'aquest període, Austin va aprendre a parlar castellà i es va fer molt amic de l'insurgent mexicà José Antonio Navarro, amb qui, en els anys següents, va treballar per portar més colons a Texas. Segons els termes de l'acord, tots els colons havien de convertir-se al catolicisme, mostrar «solvència moral», obtenir la nacionalitat mexicana i canviar els seus noms anglesos pel seu equivalent en castellà. Cadascun dels colons seria dotat amb prop de 4.000 acres (uns 16 km²) de terreny. Els colons saxons s'autodenominaven texians, i els llatins, tejanos. La colònia va prosperar, i cap al 1829 tenia una població de 18.000 persones. El mateix Navarro es va convertir en propietari de més de 25.000 acres (101 km²) de terra el 1830.

### Primers anys del Mèxic independent
El 1822, Agustín de Iturbide va ser proclamat pel Congrés Emperador de Mèxic i un any més tard, va aprovar finalment la concessió a Austin per colonitzar Texas. Segons les directrius del Pla d'Iguala, l'esclavitud va quedar formalment abolida al territori mexicà, però això no va impedir que romangués una pràctica generalitzada al país. El règim imperial d'Iturbide era molt inestable, i el 1823, va ser interromput per la rebel·lió del Pla de Casa Mata, encapçalada per Guadalupe Victoria i Antonio López de Santa Anna. El pla preveia la destitució de l'emperador i l'establiment d'una república. Iturbide va abdicar i va optar per l'exili. Un any més tard va ser afusellat, en ser capturat mentre intentava tornar a Mèxic. A causa dels canvis en el govern mexicà, Austin va haver de reiniciar les negociacions amb la República per mantenir vigent l'acord.
Mèxic va esdevenir una república federal sota la Constitució de 1824. Les colònies texanes formaven part de l'estat de Coahuila i Texas. Els límits del territori texà eren considerablement diferents dels actuals. La frontera sud estava definida pel riu Nueces, prop de la ciutat de Corpus Christi. Al sud d'aquesta frontera quedava l'actual estat de Tamaulipas. El límit occidental de la província se situava a uns 320 km de San Antonio Béjar, on començava l'Estat de Chihuahua. Una franja d'uns tres cents quilòmetres d'ample connectava el territori de Coahuila amb Texas.
Austin havia adquirit tres noves concessions de la República, per establir nou-cents famílies més el 1825, 1827 i 1828 sota la nova figura del sistema d'immigració d'empresaris. Com a tal, Austin tenia el dret de portar a Texas nous colons i governar sobre ells un cop s'haguessin establert. Altres persones es van fer empresaris, com Lorenzo de Zavala, Haden Edwards, i el filibuster Ben Milam. Dels 24 empresaris autoritzats a portar colons, només un va conduir gent d'altres indrets de Mèxic, mentre que la majoria els portaren dels Estats Units. A més de la colonització legal, molts immigrants il·legals van arribar des dels Estats Units i es van barrejar amb els colons.
Els Tejanos mexicans foren aviat àmpliament superats en nombre per gent nascuda als Estats Units. Per tractar de solucionar la situació, el president Anastasio Bustamante promulgà diverses mesures el 6 d'abril de 1830, com la prohibició de nous immigrants estatunidencs a Texas, malgrat permetre'n a altres llocs del país, derogació de diverses exempcions fiscals i increment d'aranzels per mercaderies importades dels Estats Units. Les mesures no tingueren l'efecte esperat i els texans ignoraren les noves lleis. Austin va intentar negociar els termes de la legislació amb el govern mexicà, però al mateix temps va prendre previsions militars per tal d'exercir coacció.
Al voltant de 1834 s'estima que a Coahuila i Texas hi vivien uns 30.000 anglosaxons, 7.800 tejanos i 5.000 esclaus.

### Ofertes pel territori
El 1827, el President dels Estats Units John Quincy Adams va oferir a Mèxic un milió de dòlars per la venda de Texas, oferta que va ser rebutjada per la república. Dos anys després, Andrew Jackson va intentar-ho novament i va elevar l'oferta a cinc milions de dòlars, que novament va ser rebutjada. En la mateixa època, Espanya intentava reconquerir la seva antiga colònia. Les tropes republicanes, al comandament de Santa Anna, ràpidament van vèncer l'expedició espanyola a Tampico, fet que en va fer un heroi nacional.

## Conflictes amb els colons

### Rebel·lió de Fredonia
Cap al 1826, l'empresari Haden Edwards es veié involucrat en fortes disputes territorials amb diversos colons que finalment li provocaren greus pèrdues econòmiques. Això el va portar a instigar una insurrecció menor a Nacogdoches. Aquí va proclamar la independència de la regió, que va anomenar República de Fredonia. Austin, al capdavant de la milícia texana, i el regiment mexicà de Mateo Ahumada, va marxar cap Nacogdoches. Edwards i els seus seguidors es van rendir als seus oponents, sense haver disparat ni una sola bala.

### Disputes administratives i abolicionistes amb el govern
En aquells temps existia un gran descontentament dels texans cap al govern de la República. Per exemple, estaven descontents amb el fet que molts soldats destacats a la província fossin criminals convictes que havien preferit l'exèrcit a la presó. També estaven en desacord amb la localització de la capital de Coahuila, que es traslladava de Saltillo a Monclova, localitats molt al sud, a uns vuit cents quilòmetres al sud de la frontera texana. Ambicionaven doncs separar els estats de Texas i Coahuila, sense pretendre, de moment independitzar-se de Mèxic. Generalment els texans suposaven que tenir una capital propera podria ajudar-los a controlar la corrupció del sistema polític, i facilitaria els assumptes del govern tot i que probablement la causa per la qual alguns volien constituir-se en estat federat era per la possibilitat d'especular més directament amb les terres sense dependre de les autoritats de Coahuila.
Una causa addicional per la independència va ser el fet que la Constitució de 1824 i la seva successora les Set Lleis prohibien expressament l'esclavitud. En canvi els colons encobrien les seves pràctiques esclavistes mitjançant contractes a perpetuïtat que feien signar als esclaus negres als Estats Units. Una de les mesures que mostren les intencions del govern mexicà en contra de l'esclavitud va ser empresa pel Ministre de Relacions Exteriors, Lucas Alamán y Escalada, que va prohibir i evitar l'extradició d'esclaus pròfugs, també el fet de prohibir i declarar la invalidesa d'aquests contractes. El 1830, el president Anastasio Bustamante ordenà als texans complir amb la legislació federal contra l'esclavitud o afrontar una intervenció militar. Anys més tard, en la Constitució de la República de Texas, es legalitzaria obertament l'esclavitud i es negaria el dret al vot als afroamericans i els seus descendents, també establia que cap esclau ni els seus descendents podrien ser "lliberts" per part dels seus amos sense prèvia autorització del Congrés Texà, també se'ls negaven drets als pobles amerindis.

### Canvi de govern
Al final dels anys 1820 i principi dels 1830, la política mexicana estava dividida en dues faccions coneguts els uns com a conservadors, i els altres com a liberals. Els primers, identificats amb els vells imperialistes, volien un govern centralitzat, mentre que els segons defensaven la república federal. A les eleccions de 1833, Antonio López de Santa Anna va presentar-se a president en representació del bàndol liberal i va guanyar.
Els texans van decidir capitalitzar el seu suport cap a Santa Anna, que adquiria gestos marcadament dictatorials en la seva lluita pel poder. Austin va viatjar a Ciutat de Mèxic amb la petició de separar Texas de Coahuila, per dotar d'un millor sistema judicial la província i posar fi al decret del 6 d'abril, que havia donat peu als disturbis d'Anáhuac, entre d'altres. Quan el govern de Santa Anna va negar la separació de Texas respecte a Coahuila, Austin va escriure una carta a un amic, on l'instigava a iniciar una rebel·lió. Els oficials de l'exèrcit mexicà van interceptar la correspondència i van arrestar Austin per sedició. Va passar divuit mesos a la presó.
Durant aquella època, els petits grups d'immigrants il·legals que entraven al territori de Texas s'havien tornat més nombrosos. Santa Anna creia que els fluxos d'immigrants eren part d'un complot nord-americà per prendre de facto la regió. El 1834, quan afrontava problemes amb el seu govern, Santa Anna va dissoldre les legislatures dels estats federals i va abolir la Constitució de 1824. Aquesta acció va generar descontentament a diversos estats. El bàndol conservador donava suport al dictador Santa Anna, mentre que el liberal reclamava la reinstal·lació de la constitució federal. Santa Anna va ordenar la sortida de tots els immigrants il·legals de Texas.

## Inici de la guerra
La insurrecció contra Santa Anna va començar quan l'estat de Zacatecas, en aquell temps convertit en departament, es va enfrontar al govern centralista el 1835, en nom del liberalisme. La insurrecció va ser reprimida brutalment i centenars de civils van ser massacrats. Aquesta va ser l'inici d'una sèrie de rebel·lions, als participants de les quals Santa Anna va declarar traïdors de la pàtria.
Cap al 1835, quan molts estaven decidits a insurreccionar-se, els texans debatien informalment el tema. Es van establir diversos comitès de suport mutu amb un comitè central a San Felipe de Austin que coordinava les seves activitats. Els texans iniciaren una sèrie de revoltes menors com els disturbis d'Anáhuac el juny de 1835. El president Santa Anna fou forçat a enviar dos cents homes addicionals a Texas per controlar-los. Posteriorment va posar el seu cunyat, Martín Perfecto de Cos, al capdavant de les tropes que van posar fi als disturbis.
El juliol del 1835, Austin va ser posat en llibertat, ja que no va poder imputar-se-li participació en la rebel·lió, i va arribar a Texas a l'agost. Els texans se sentien afrontats per l'empresonament d'Austin, la brutal repressió a Zacatecas, l'exhortació al desarmament de les milícies, l'ordre d'expulsió de nous immigrants, i particularment, per l'abolició de la Constitució Federal. A l'octubre es discutiren formalment plans per revoltar-se, amb el suport explícit d'Austin.
La gota que va fer vessar el got va ser l'assassinat d'un colon a mans d'un soldat mexicà. Després d'una petita consulta, la província de Texas va decidir aixecar-se en armes contra el govern de Mèxic.

### Primeres victòries texanes
Abans de la consulta, i d'acord amb la crida nacional de Santa Anna al desarmament dels exèrcits estatals, el coronel Domingo Ugartechea, destacat a San Antonio Béjar, va ordenar als texans retornar un canó que va ser lliurat pel govern de Mèxic perquè els texans es protegissin dels atacs comanxes, i que es trobava a la població de Gonzales. Davant la negativa dels texans, Ugartechea va enviar al tinent Francisco Castañeda amb cent dragons a recuperar la peça d'artilleria. Quan van arribar a les platges del riu Guadalope, prop de Gonzales, a l'altra banda del riu hi havia divuit texans que oposaven resistència. Davant la impossibilitat de travessar el riu, Castañeda va establir un campament. Els texans van ocultar el canó i van cridar voluntaris. Dos grups de milicians varen respondre a la crida. El coronel Henry Moore va ser elegit cap dels rebels, que van aprestar el canó i dues bales. Un indígena va arribar al campament dels mexicans i va avisar Castañeda que els rebels reunien ara prop de 140 homes. Tot va quedar llest per a la batalla de Gonzales. Aquesta batalla va ser guanyada pels texans, que fins i tot van arribar a urgir a Castañeda a unir-se a la sedició. Els texans van atacar, i Castañeda va decidir tornar a Sant Antonio Béjar amb els dracs.
El següent enfrontament entre mexicans i texans, amb victòria per als segons, va ser la batalla de Concepción. A continuació, els texans van dirigir-se cap a Sant Antonio Béjar, que era defensada pel general Cos. El novembre de 1835, l'exèrcit texà estava compost per uns 600 homes. Els oficials, es dedicaren a dissenyar l'estratègia d'atac, però alhora també es preguntaven quina era la causa per la qual combatien a les forces mexicanes.

### Setge de San Antonio Béjar
Els voluntaris de l'exèrcit texà tenien poca o cap experiència com a soldats professionals i a principis de novembre molts ja trobaven a faltar casa seva. A mesura que avançava l'hivern i les racions escassejaven, molts emmalaltiren i desertaren. No obstant això, el 18 de novembre se'ls uní un grup de voluntaris estatunidencs coneguts com els New Orleans Greys, més professionalitzats i disciplinats que els mateixos texans. Els Greys així com els reforços texans que havien arribat en aquell mes, estaven desitjant un enfrontament directe amb els mexicans, a diferència dels voluntaris texans, a vegades faltats de moral. Aquell mateix mes, Austin va renunciar al comandament de l'exèrcit per esdevenir comissionat als Estats Units. Els texans elegiren Edward Burleson com a nou comandant en cap.
El 26 de novembre, Burleson va rebre notícies d'un comboi mexicà a uns 7 kilòmetres de San Antonio, i va enviar Bowie i William H. Jack a interceptar-lo, a desgrat seu. En l'escaramussa, els mexicans es retiraren a San Antonio, abandonant les provisions, compostes únicament de farratge. Per aquest motiu la lluita es recordà com la batalla de l'Herba.
Malgrat que la victòria inflà de moral els texans, les condicions del campament s'enduriren a mesura que avançava l'hivern. Burleson va proposar que l'exèrcit aixequés el setge i es retirés a Goliad fins a la primavera. No obstant això, el coronel Ben Milam aconseguí fer prevaldre el seu criteri i uns centenars de soldats texans i estatunidencs participaren en l'atac a la ciutat, que va començar el 5 de desembre. Ell i el coronel Frank W. Johnson lideraren dues columnes que avançaren per la ciutat, casa per casa, fins a provocar la fuga de Cos i els seus homes a la missió d'El Álamo, als afores de Sant Antonio, el dia 9. Cos presentà un pla per contraatacar que fou rebutjat pels seus oficials, que creien que els texans els rodejarien fàcilment. L'endemà, diverses unitats de cavalleria avançaren cap al sud en retirada, desertant o intentant reagrupar-se prop de Rio Bravo, segons les fonts. L'endemà, Cos envià a Sánchez Navarro a "salvar aquests homes tan valents (...) aproximant-se a l'enemic i obtenint-ne les millors condicions possibles." El dia 11 els texans acceptaren oficialment la rendició de Cos.
Sota els acords de la rendició, Cos i els seus homes abandonarien Texas i acceptarien els termes establerts en la constitució federal de 1824. Amb la seva marxa deixaven d'haver-hi militars mexicans organitzats en sòl texà, i molts pensaren que la guerra s'havia acabat. El mateix Burleson dimití del seu càrrec i tornà a casa el 15 de desembre juntament amb molts d'altres. Johnson va assumir el lideratge dels 400 soldats restants, juntament amb nous reforços texans i estatunidencs que portaven artilleria pesant.
Els romanents de l'exèrcit texà, pobrament equipats i sense una perspectiva col·lectiva de la causa de la guerra, van preparar l'avanç rumb a Heroica Matamoros, amb intencions de saquejar el poble i obtenir d'ell provisions i recursos. Aquesta i altres missions independents van fracassar i van restar així militants a la causa texana, i conclourien en un desastre en els mesos següents.

### El govern provisional de Texas
A Gonzales, després d'un mes de negociacions, diferents delegats de les colònies van aconseguir constituir un quòrum significatiu. Després d'un debat tens, finalment es va instituir un govern provisional que no intentava separar-se de Mèxic, sinó que es manifestava en contra dels centralistes. Es creu que el motiu pel qual no van mostrar les intencions d'independitzar-se de Mèxic en la convenció, és que tenien l'esperança de captar per a la seva causa als elements liberals i federalistes que estaven descontents amb el règim centralista i el fet que no tenien assegurat un suport dels Estats Units.
Henry Smith va ser triat governador i Sam Houston va ser designat comandant en cap de l'Exèrcit Regular de Texas. Malgrat el nom, no es tractava un exèrcit regular, ja que estava format completament per voluntaris. Per aquest motiu, Houston va haver de formar-ne un. Els texans tenien més terres que diners com a base financera per a crear el seu exèrcit; per tant es designaria una dotació més gran de terres per aquells que s'allistessin a l'exèrcit. El govern provisional de Texas, a més, va establir un servei postal, i va enviar un carregament de mercaderia als Estats Units, a canvi de 100.000 dòlars. A més, va ordenar centenars de còpies de textos militars. Austin va acceptar viatjar als Estats Units com a comissionat, motiu pel qual el 24 de novembre de 1835 es van celebrar eleccions i Edward Burleson es va convertir en el successor d'Austin.

## Reacció mexicana

### Exèrcit d'Operacions
Ja des de finals d'octubre Santa Anna estava fent plans per sufocar els disturbis a Texas. Va abandonar les seves obligacions com a president per tal de liderar el que ell va anomenar l'Exèrcit d'Operacions a Texas, que hauria de donar suport a Cos i acabar amb la revolta. Santa Anna i els seus oficials pensaven que intimidarien fàcilment els texans. El Secretari d'Estat de la Guerra, José María Tornel, va escriure:
| « | La superioritat dels soldats mexicans sobre els muntanyencs de Kentucky i els caçadors de Missouri és de sobres coneguda. Els veterans foguejats en 20 anys de guerra no poden ser intimidats per un exèrcit ignorant en l'art de la guerra, indisciplinat i corromput per la insuburdinació. | » |

Les unitats que componien l'Exèrcit d'Operacions estaven formades bàsicament per reclutes. Molts dels soldats complien el servei militar obligatori o eren convictes que van accedir a anar a la guerra en lloc de la presó.
Els oficials mexicans sabien que els mosquetons Brown Bess que portaven no tenien tant abast com les armes texanes, però no obstant això Santa Anna estava convençut que la seva estratègia li proporcionaria una victòria fàcil. Com a part de la preparació per la campanya, Santa Anna va emetre un avís per a tots aquells ciutadans americans que acudien en massa a Texas. Per ordre seva, el Congrés Mexicà va aprovar una resolució que deia el següent:
| « | Els estrangers que arribin per mar o terra al territori de la República armats i amb la intenció d'atacar el nostre país, seran considerats pirates i tractats com a tals, ja que són ciutadans apàtrides actualment en guerra contra la República i no lluiten en nom de cap bandera reconeguda […] aquells estrangers que importin per terra o per mar armes o munició als llocs ocupats pels rebels, seran considerats pirates i castigats com a tals. | » |

En aquell temps, els pirates que eren capturats s'executaven immediatament, i, per tant, la resolució donava permís a l'exèrcit mexicà per no fer presoners en la guerra contra els texans.
Santa Anna també va enviar una enèrgica carta a Andrew Jackson, el President dels Estats Units, avisant-lo que els estatunidencs que fossin capturats lluitant contra l'exèrcit mexicà, serien tractats com a pirates. La carta no va tenir molta difusió i, per tant, és probable que molts dels americans que lluitaven amb els texans no en fossin conscients.
Amb els successos ocorreguts a San Antonio Béjar i en la batalla de Goliad (lloc de naixement d'Ignacio Zaragoza, heroi de la batalla de Puebla), havia arribat l'hora de la contraofensiva de l'exèrcit mexicà. Cos havia entregat a Santa Anna un informe sobre l'estat de les coses, i el president va marxar cap al nord amb el seu Exèrcit d'Operacions, una força de prop de 6.000 soldats. L'exèrcit va partir de San Luis Potosí, i va marxar a través dels deserts de Mèxic acompanyat pel fred extrem de l'hivern a la regió. Amb moltes penúries, l'exèrcit de Santa Anna va arribar a Texas molts mesos després del que s'esperava. L'objectiu era prendre San Antonio Béjar.
Diversos oficials de Santa Anna argumentaren que l'exèrcit hauria d'avançar seguint la línia de la costa, per tal de poder rebre provisions per mar. En lloc d'això, Santa Anna ordenà dirigir-se a la vil·la interior de Béjar, centre polític de Texas i lloc on Cos havia estat derrotat. Santa Anna volia restaurar la reputació de la seva família després de l'aclaparadora derrota soferta pel seu cunyat. La llarga marxa també hauria de permetre reclutar nous soldats. A finals de desembre l'exèrcit es dirigí al nord.
L'avanç era lent. No hi havia prou mules per transportar totes les provisions, i molts dels transportistes, que eren civils, varen plegar quan els seus sous es van endarrerir. L'elevat nombre de civils que seguien l'exèrcit va reduir encara més les escasses provisions. Ben aviat els soldats van rebre racions parcials de menjar. Després d'arribar a Saltillo, l'exèrcit es va aturar dues setmanes per tal que Santa Anna pogués recuperar-se d'una malaltia. Els oficials varen aprofitar l'aturada per entrenar als homes, ja que molts d'ells no sabien ni disparar les armes que portaven. La marxa es va reprendre el 26 de gener i l'exèrcit creuà el Río Bravo el 12 de febrer.
Les temperatures a Texas van assolir rècords negatius i el 13 de febrer varen caure uns 40 centímetres de neu. Molts dels soldats eren nous reclutes de zones amb clima tropical com el Yucatán i alguns varen morir d'hipotèrmia. Altres van contraure la disenteria. Els soldats que es quedaven enrere a vegades eren atacats per les tribus comanxe de la zona. No obstant això, l'exèrcit continuava la seva marxa cap a Béjar. A mesura que avançaven, alguns habitants del sud de Texas eren evacuats en direcció nord. L'exèrcit mexicà saquejava i sovint cremava les residències que quedaven buides.

### Batalla d'El Álamo
L'exèrcit mexicà va arribar a San Antonio el 23 de febrer de 1836. Santa Anna ocupava el poble per segona vegada, la primera va ser el 1813, després de la batalla de Medina, quan tot just era un jove oficial de l'exèrcit reialista espanyol. En aquella ocasió, els presoners van ser massacrats. En aquesta, Santa Anna estava decidit a no donar treva als texans. Aquests estaven completament desprevinguts i varen haver de reunir provisions ràpidament per atrinxerar-se a El Álamo. A la tarda Béjar va ser ocupada per 1500 soldats mexicans que varen hissar una bandera vermella, que volia dir que no es farien presoners. Durant els següents 13 dies els mexicans assetjaren El Álamo. Algunes victòries en petites escaramusses donaren moral als texans però tingueren poc impacte. En les primeres hores del 6 de març els mexicans atacaren el fort en el que es coneix com la batalla d'El Álamo. Gairebé tots els defensors texans (entre 182 i 257 homes) varen morir en l'atac, entre ells James Bowie, Davy Crockett i William B. Travis. Els historiadors coincideixen que els mexicans morts o ferits durant l'atac foren entre 400 i 600., el que representaria al voltant d'un terç dels implicats en l'atac final, unes pèrdues molt grans per la naturalesa del combat.
Des de Béjar, Santa Anna va decidir dividir el seu exèrcit en tres columnes, que va enviar a recórrer Texas. El general José de Urrea avançaria cap a l'est, Santa Anna i el general Joaquin Ramirez y Sesma avançarien pel centre i el general Antonio Gaona avançaria des de Nacogdoches per intentar tallar la retirada dels texans cap a Louisiana. L'objectiu era forçar una batalla decisiva contra els texans comandats pel general Sam Houston.

### Les victòries d'Urrea
El general José Urrea va marxar cap a Texas des d'Heroica Matamoros, seguint el rumb nord, vorejant les costes del Golf de Mèxic, per bloquejar qualsevol ajuda que arribés per mar, i obrint una via perquè la Marina Mexicana dotés a l'exèrcit mexicà d'unes provisions que els eren molt necessàries. La tropa sota les ordres d'Urrea es va enfrontar amb els rebels en la batalla d'Agua Dulce, el 2 de març de 1836, preludi de la batalla de Coleto. En aquest lloc a la costa texana, els mexicans van capturar al coronel James Fannin amb la seva tropa d'uns 400 homes. Van ser executats a la massacre de Goliad per ordres de Santa Anna. Amb fets com aquests, Santa Anna es creà una imatge d'home sanguinari que despertaren la fúria dels texans i l'antipatia de mexicans i estatunidencs. El general Urrea no va ser vençut en cap enfrontament amb les forces texanes.

## La trobada dels dos exèrcits

### Retirada texana
Houston va entendre immediatament que el seu petit exèrcit no estava preparat per combatre el de Santa Anna i eren particularment curosos de no haver-se d'enfrontar amb la temuda i experimentada cavalleria texana. Veient que la seva única elecció era portar el seu exèrcit cap a un terreny més favorable, Houston va ordenar la retirada cap a la frontera amb els Estats Units, i molts colons el van seguir. La tàctica emprada va ser la d'allunyar als mexicans de les seves fonts de provisions. Es creia que la intenció de Houston era endinsar-se al territori de Louisiana (Estats Units) de manera que l'exèrcit mexicà es veiés forçat a travessar la frontera i provocar l'atac de les guarnicions estatunidenques de Nova Orleans. Aquesta teoria es fonamenta en el fet que Houston mantenia una bona relació amb el president dels Estats Units, Andrew Jackson i que Stephen Austin es trobava a Nova Orleans en aquell temps. Els texans van practicar en tot moment una política de terra cremada per evitar deixar provisions a l'exèrcit mexicà.
Els recursos texans es van invertir a vegades en l'evacuació dels civils. A Mina, per exemple, els Rangers es dividiren per tal de protegir l'evacuació i permetre al mateix temps servir com espies a la rereguarda.
Durant la retirada, el grup de Gaona va rebre l'ordre d'abandonar el seu recorregut original (arribar a Nacogdoches des de Sant Antonio per atacar el flanc texà) per dirigir-se al sud-est i reunir-se les forces principals de Cos i Sesma a San Felipe. Santa Anna no sabia que l'exèrcit de Houston es trobava acampat entre el 30 de març i el 12 d'abril a la riba del Brazos, a només una vintena de kilòmetres de les forces mexicanes acampades a San Felipe entre el 7 i el 9 d'abril. Gaona no arribà a San Felipe fins al 17 d'abril, després d'haver descobert el campament texà abandonat.
Els texans van romandre sense ser descoberts durant dues setmanes i van poder augmentar el nombre de voluntaris i entrenar-los. Houston va utilitzar un vaixell de vapor per tal de permetre que l'exèrcit creués de manera segura i ordenada el Brazos quan les tropes estiguessin preparades o en cas que fossin descobertes. Els mexicans no van descobrir on eren els texans a principis d'abril, mentre que els texans coneixien la ubicació dels tres grups de mexicans. No va ser fins que Santa Anna va arribar a Harrisburg i va poder interrogar als civils que va saber que Houston havia estat acampat a prop seu.
Després de creuar el Brazos, l'exèrcit texà va dirigir-se a l'est després que Houston va rebre els informes dels seus exploradors, augmentant les especulacions que deien que pretenia creuar cap a territori estatunidenc. No obstant això, Houston podria haver trobat un error en l'estratègia de Santa Anna que en la seva obsessió per perseguir-los havia deixat una part de l'exèrcit enrere.
L'exèrcit de Santa Anna, seguint el rastre de Houston, va iniciar una incessant persecució. Els rebels no oposaren resistència al poble de Gonzales així que li va calar foc. La mateixa sort va córrer la colònia de San Felipe. L'únic que impedia l'avanç de l'exèrcit de Santa Anna eren els cabalosos rius, que baixaven amb tota la seva capacitat per causa de les pluges. Això va donar a Houston un respir que també va servir-li com a preparació militar. Més tard, la pluja va tornar intransitables els camins i l'estació freda va fer sentir els seus efectes en els dos exèrcits combatents. Santa Anna va preparar un petit grup amb els seus millors homes per dirigir-se a New Washington prop de San Jacinto. En aquest moment Houston es dirigí cap a Harrisburg i aturà la retirada, esperant enfrontar-se a Santa Anna en terreny texà.

### La derrota de Santa Anna
La guerra havia canviat força des que Santa Anna havia decidit dividir el seu regiment, i avançar sobre Galveston, on els membres del Govern Provisional es trobaven refugiats. Santa Anna esperava capturar els líders del moviment, i posar punt final a la guerra, que s'havia tornat onerosa i perllongada. Com a dictador de Mèxic, també tenia la necessitat de tornar a la capital mexicana tan aviat com fos possible. Houston va ser posat en coneixement de l'inesperat moviment de l'exèrcit mexicà. El regiment de Santa Anna va marxar a l'orient, rumb a Harrisburg. Sense el consentiment de Houston, els rebels texans van sortir a la trobada de l'exèrcit mexicà. El 20 d'abril, ambdues tropes es van enfrontar en el riu San Jacinto. Santa Anna s'alegrava de tenir per fi als rebels cara a cara, i esperava reforços.
Per mala sort dels rebels, Cos va arribar a reforçar a Santa Anna portant 540 soldats addicionals, que se sumaven als 1200 que estaven sota les ordres de Santa Anna. Impel·lits per l'oportunitat perduda i la indecisió de Houston (que no reforçava la plaça), l'exèrcit texà es va llançar a l'atac. El 21 d'abril per la matinada, els texans van avançar, agafant els mexicans per sorpresa. Hores abans de l'atac, Santa Anna havia ordenat descans a la seva tropa, confiant que els insurgents no atacarien a la seva tropa superior en nombre. La batalla de San Jacinto va ser l'enfrontament decisiu en el conflicte. Va ser una batalla de 18 minuts de durada, en la qual la defensa mexicana va ser completament aixafada. Els homes de Houston van matar o capturar els homes de Santa Anna que els superaven àmpliament en nombre i només varen morir 9 texans. Fou la batalla decisiva de la guerra.
Santa Anna va ser capturat i portat davant Houston, que s'havia fracturat el turmell. Santa Anna va accedir, sota amenaça de mort, a ordenar a l'Exèrcit d'Operacions (ara sota les ordres de Vicente Filisola), que posés fi a la campanya. Filisola, notant l'estat de la seva famolenca i malmesa tropa, de 4273 homes, va tornar a Mèxic, provocant la protesta d'Urrea. El derrotat era Santa Anna, no l'Exèrcit d'Operacions, raó per la qual Urrea es mostrava partidari de seguir la campanya. Filisola no hi estava d'acord.
La derrota es va deure a diversos factors, en primer lloc la megalomania de Santa Anna de travessar tot el territori des de Ciutat de Mèxic en comptes d'anar per mar, el que hauria permès a les tropes arribar fresques. Segon, després de les victòries de l'Álamo i Goliad, Santa Anna va creure que vèncer a Samuel Houston (que tenia només 700 combatents) seria un "passeig militar" i el seu excés de confiança en haver estat agafat per sorpresa en la batalla de San Jacinto. I tercer, després de la seva captura va ordenar als diferents comandants (Urrea, Woll, Almonte, Filisola, Ramírez y Sesma, Tolsá, Ampudia y Gaona) la retirada dels regiments més enllà del Riu Bravo. Urrea va ser l'únic que s'hi va negar sabent que eren superiors a l'exèrcit texà.

## Conseqüències
Amb Santa Anna empresonat, els seus captors el van forçar a signar el Tractat de Velasco el 14 de maig. El tractat reconeixia la independència de Texas, a canvi del respecte a la vida del president. El pla inicial era tornar-lo a Mèxic amb la intenció d'alleugerir tensions amb el govern mexicà. A Mèxic es van prendre la seva tornada com una provocació envers aquells que el volien veure mort. Aleshores els texans el van embarcar a Washington DC perquè s'entrevistés amb el president dels Estats Units, Andrew Jackson, amb l'ordre d'assegurar la independència de Texas. Mentrestant, a Mèxic, el govern de Santa Anna havia estat impugnat, i amb això, es van deixar de reconèixer també els Tractats de Velasco i l'autoritat de Santa Anna com a representant de Mèxic. El conflicte de Mèxic amb Texas va seguir vigent amb diverses batalles navals com la batalla del riu Brazos o la batalla naval de Campeche, on la República de Texas lluità amb la República de Yucatán contra Mèxic. La guerra entre els dos països no s'acabà del tot fins a la Intervenció nord-americana a Mèxic, el 1845.
Santa Anna va ressorgir com un heroi durant la Guerra dels Pastissos el 1838. Va ser reelegit president, i, a principis de 1842 sota les seves ordres, Rafael Vasquez i Adrián Woll dirigiren sengles expedicions contra la República de Texas amb 500 i 1400 homes respectivament. Les tropes de Vasquez varen ocupar Goliad, Refugio i Victoria i el 5 de març entraren a San Antonio. El 15 de març una milícia texana va arribar a la ciutat per plantar batalla però els mexicans ja l'havien abandonat. L'11 de setembre les tropes de Woll l'ocuparen de nou, però el dia 18 uns 200 milicians texans sota les ordres de Mathew Caldwell varen emboscar-los i van guanyar així la batalla de Salado Creek. Els mexicans es retiraren però abans varen massacrar 53 reforços texans que acudien a socórrer Caldwell i varen prendre com a ostatges diferents autoritats judicials que arribaren a mantenir en captivitat durant anys.
 Els texans intentaren venjar-se d'aquestes accions amb l'expedició Mier entre novembre de 1842 i febrer de 1843, que fracassà.
La victòria de Sam Houston a San Jacinto el feu guanyar la presidència de la República de Texas en dues ocasions, i posteriorment esdevingué Senador dels Estats Units i governador de Texas. El yucatenc Lorenzo de Zavala fou elegit vicepresident. Stephen F. Austin després de perdre les eleccions a la presidència de 1836 fou investit com a ministre d'afers exteriors, però morí al cap de dos mesos. Sam Houston es referí a ell com el Pare de Texas.